# This Is a Call
This Is a Call je první singl z prvního alba americké rockové skupiny Foo Fighters, který vyšel 19. června 1995. Byl prvním singlem skupiny vůbec, nevyšlo k němu video.
Autorem textu a hudby je leader skupiny Dave Grohl. V refrénu se opakuje 'This is a call to all my past resignation'. Singl debutoval na 12. místě amerického žebříčku Modern Rock Tracks, později se dostal na druhé místo (první byl singl Alanis Morissette "You Oughta Know").

## Verze
12" UK Vinyl Promo
1. "This Is A Call" (Grohl) - 3:52
2. "Podunk" (Grohl) - 3:03

7" Vinyl/Francouzský CD singl/Japonský CD singl
1. "This Is A Call"
2. "Winnebago" (Grohl, Turner) - 4:11

7" One-Sided Vinyl Single
1. "This Is A Call"

12" Vinyl Single/Radio Promo CD
1. "This Is A Call"
2. "Winnebago"
3. "Podunk"

Kazeta/Australský singl
1. "This Is A Call"
2. "Winnebago"
3. "Podunk (Cement Mix)"

## Pozice v žebříčkách
| Žebříček (1995)             | Nejvyšší pozice |
| --------------------------- | --------------- |
| Austrálie                   | 10              |
| Kanada                      | 35              |
| Holandsko                   | 32              |
| Irsko                       | 16              |
| Nový Zéland                 | 11              |
| Velká Británie              | 5               |
| U.S. Hot Modern Rock Tracks | 2               |
| U.S. Mainstream Rock Tracks | 6               |